# Фаррелл, Майред
Майред Фаррелл (англ. Mairéad Farrell, ирл. Máiréad Ní Fhearghail или Mairéad Ní Fhearail; 3 марта 1957, Белфаст — 6 марта 1988, Гибралтар) — ирландская националистка, доброволец Временной Ирландской республиканской армии, расстрелянная в Гибралтаре вместе с Шоном Сэвиджом и Дэниэлом Маккеном оперативниками SAS в рамках операции «Флавиус».

## Биография

### Ранние годы
Майред родилась 3 марта 1957 года в Белфасте, в семье среднего класса, из которой только дедушка участвовал в войне за независимость Ирландии. Она обучалась в Рэтморской грамматической школе. В 18-летнем возрасте после школы устроилась работать клерком. В ИРА она вступила по настоянию своего знакомого Бобби Стори, который также был волонтёром.

### Начало деятельности в ИРА
1 марта 1976 правительство Великобритании отменило категорию Special Category Status в отношении арестованных и осуждённых за терроризм. Ответом на это стала волна взрывов и вооружённых нападений, организованных ирландскими националистами. Фаррелл была в числе молодых добровольцев, участвовавших в этой кампании. 5 апреля 1976 она вместе с Кираном Дохерти и Шоном Макдермоттом попыталась заложить бомбу в гостинице Conway в Данмерри, где часто отдыхали британские солдаты. Однако спустя час после прибытия в отель Майред была арестована офицерами Королевской полиции Ольстера, не успев активировать взрывчатку. Макдермотт был убит одним из офицеров резерва в соседнем доме: со своими двумя сообщниками они ворвались в дом, даже не подозревая, что там проживал полицейский. Киран Дохерти и ещё один его сообщник сбежали. Майред не признала свою вину в суде, требуя экстрадиции в Республику Ирландия, однако в итоге была приговорена к 14 годам лишения свободы. Наказание её отправили отбывать в женскую тюрьму Арма.

### В тюрьме
Фаррелл отказалась носить тюремную робу в знак протеста против действий правительства, став первой женщиной в своём роде. Раньше неё подобный протест устраивал только Киран Наджент, сидевший в тюрьме Мэйз. Фаррел начала в феврале 1980 года грязный протест, пытаясь привлечь к себе внимание. 1 декабря вместе с Мэри Дойл и Майред Наджент она начала голодовку в один день с заключёнными Лонг-Кеш, которая закончилась 19 декабря. В марте 1981 года грязный протест закончился и перетёк в массовую голодовку, инициированную Бобби Сэндсом в H-блоке. Фаррел как заочный кандидат участвовала в выборах от северного и центрального Корка, набрав 2571 голос (6,05% голосов).

### Возвращение в ИРА и гибель
В октябре 1986 года Майред вышла из тюрьмы, поступив в Университет Квинс на факультет политологии и политэкономики, но вскоре ушла оттуда, чтобы продолжить работу в ИРА. Руководство отправило её с Шоном Сэвиджом и Дэниэлом Маккеном в Гибралтар, чтобы осуществить там взрыв. Целями были оркестр и охрана 1-го батальона Королевского английского полка, которые проводили смену караула перед резиденцией губернатора. Атаку назначили на 8 марта 1988 года.

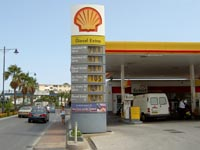
Заправка Shell в Гибралтаре

MI5 раскрыла планы террористов, и отряд SAS был отправлен в Гибралтар, чтобы предотвратить теракт. Фаррелл, Сэвидж и Маккен 6 марта 1988 были на заправке на Уинстон-Черчилль-Авеню, когда там появились SAS. Без предупреждения все трое были расстреляны: Майред получила три выстрела в спину и один в голову, погибнув на месте. Итого она получила восемь пуль, Дэниэл — пять, а Шон — целых шестнадцать. По свидетельствам очевидцев, все трое пытались сдаться, но спецназовцы даже и не подумали сохранять им жизнь. Обыски трупов не дали никаких результатов — не было обнаружено пульта для подрыва бомбы, тем более в автомобиле бомбы как таковой не было найдено. Однако ключи от машины Фаррелл вывели оперативников на тайник в Испании: там было обнаружено 5 пакетов с взрывчаткой типа Semtex общей массой 84 кг. Там же были найдены четыре детонатора и 200 шрапнельных снарядов. Два таймера были установлены на 10:45 и 11:15 соответственно, но не были приведены в рабочее состояние. В брифинге солдат, опубликованном во время рассмотрения дела об убийстве Европейским судом по правам человека, говорилось следующее:

Использование пульта дистанционного управления расценивалось как более вероятное, поскольку это было безопаснее с точки зрения террориста, который мог бы убежать от бомбы ещё до её взрыва, и более управляемое, чем таймер, который после запуска уже невозможно было остановить.

Операция по ликвидации Фаррелл и её сообщников произошла в воскресенье, за два дня до намеченной атаки (смена караула происходила по вторникам). Однако присутствовал странный факт: устройство теоретически должно было сработать ещё до наступления вторника. На допросе четверо солдат утверждали, что им сообщили о наличии радиоуправляемого взрывного устройства, и их уверяли, что террористы могут одним нажатием кнопки провести взрыв в любой момент.

## Рассмотрение дела о гибели Фаррелл

### Британский суд
Британский суд, рассматривая дело о превышении служебных полномочий британскими солдатами и умышленном убийстве, оправдал спецназовцев: из 11 судей 9 признали их действия не противоречащими закону, однако следователь призвал судей не выносить открытый приговор. Решение было принято с наименьшим допустимым перевесом голосов. Адвокат движения Amnesty International Падди Макгрори назвал вердикт «извращением», поскольку судьи даже не стали смотреть на доказательства вины. Свидетельница мисс Протта в интервью Thames Television заявила:

Они [спецназовцы] ничего не делали ... просто вышли и застрелили этих людей. Вот и всё. Они ничего не говорили, не визжали, не кричали, ничего не делали. Эти люди обернулись, чтобы узнать, что происходит, и когда увидели вооружённых людей, подняли руки вверх. Похоже, что мужчина защищал девушку, стоя перед ней, но шансов не было. В смысле, они сразу упали на землю, рухнули.
Оригинальный текст (англ.)They didn’t do anything ... they just went and shot these people. That’s all. They didn’t say anything, they didn’t scream, they didn’t shout, they didn’t do anything. These people were turning their heads back to see what was happening and when they saw these men had guns in their hands they put their hands up. It looked like the man was protecting the girl because he stood in front of her, but there was no chance. I mean they went to the floor immediately, they dropped.

Стивен Баллок, юрист, который был также свидетелем и находился в 150 метрах от стрельбы, а также ещё один свидетель видели, как Маккен упал на землю, держа руки на уровне плеч. Баллок говорил: «Думаю, сделай он [оперативник] один шаг, и он мог бы дотронуться рукой до того, в кого стрелял». Журналист Thames Television, выпустивший документальный фильм «Смерть на скале», поверил показаниям мисс Протты, которые совпали с показаниями другого свидетеля. Обстоятельства смерти подтвердил профессор медицины, патологоанатом Алан Уостон, который собрал показания Протты, Баллока и третьего свидетеля Джоси Селесья.
Пять независимых организаций по защите гражданских прав и свобод подвергли критике следствие и призвали немедленно провести повторное расследование. Их поддержали Международная ассоциация юристов-демократов, Национальный совет дознания и гражданских свобод в Лондоне и Международная лига по правам человека в Нью-Йорке вместе с Amnesty International. Отчёт последней гласил, что следствие не ответило на главный вопрос — стала ли стрельба на улице случайной из-за произошедших событий, или же спецназовцам заранее дали приказ не оставлять в живых всех троих ирландцев.

### Европейский суд по правам человека
Родственники Маккена, Сэвиджа и Фаррелл, возмущённые оправдательным приговором британского суда, 1 марта 1990 подали в суд на Министерство обороны в Северной Ирландии, однако иск был отклонён как неправомерный. 14 августа 1991 они подали жалобу в Комиссию по правам человека, ссылаясь на нарушение статьи 2 Конвенции о правах человека, защищающей право на жизнь. Жалобу приняли 3 сентября 1993 и снова решением 11-6 отклонили претензии родственников. В отчаянии они подали обращение в Европейский суд по правам человека в 1995 году. Суд снова долго совещался, однако со счётом 10-9 всё-таки вынес постановление: совершённые британскими спецназовцами действия нельзя квалифицировать как законные.
Суд мотивировал решение следующими факторами:
- Применение силы якобы для защиты права на жизнь привело к диаметрально противоположному результату и гибели граждан[29]: было нарушено их право на жизнь[28].
- Инструкции военными детально не рассматривались, поэтому использование огнестрельного оружия не могло быть полностью оправданным в подобной ситуации, особенно в стране, состоящей в Совете Европы и подписавшей Конвенцию о правах человека[30][31].

Поскольку из-за ограничений в публичных интересах (см. п. 104-1 "iii" выше) в ходе официального расследования детально не рассматривались полученные военнослужащими инструкции, остается неясным, были ли они обязаны определять, оправдано ли применение огнестрельного оружия с целью поражения теми конкретными обстоятельствами, с которыми они столкнулись в момент ареста.
[...]
В итоге, принимая во внимание, что было решено не препятствовать въезду подозреваемых в Гибралтар, что власти не смогли учесть возможность ошибочности своих разведывательных оценок, по крайней мере в некоторых аспектах, и что, когда военнослужащие открыли огонь, это автоматически означало применение силы, влекущей за собой лишение жизни, Суд не убежден, что лишение жизни трех террористов представляло собой применение силы, абсолютно необходимой для защиты людей от противоправного насилия по смыслу статьи 2 п. 2 "a" Конвенции.

Суд заставил Великобританию выплатить 38700 фунтов стерлингов всем родственникам погибших за вычетом 37731 французского франка, конвертированного в британские фунты стерлингов — это была сумма компенсации расходов на юристов. Вместе с тем суд признал, что все трое были деятелями террористической группировки, поэтому отказал в выплате возмещения морального ущерба и расходов при расследовании в Гибралтаре. Тем не менее, многие печатные СМИ заявили: Великобритания всё-таки в целом проиграла дело, поскольку британских спецназовцев якобы признали виновными в убийстве. Решение суда не могло быть использовано для изменения национальных законов Великобритании.

## Последствия
14 марта все три тела были перевезены в Белфаст. Гибель троих добровольцев стала шоком для всех ирландцев: кто-то попытался отомстить за их смерть, но эти планы постоянно срывались. Вечером 14 марта был застрелен снайпер ИРА Кевин Маккрэкен в Тёрф-Лордж, пытаясь напасть на британцев. Во время процедуры перевоза тел сотрудники спецслужб провоцировали ирландцев, а тех, кто повёлся на провокацию, избивали до смерти. Маккрэкен стал жертвой одной из таких провокаций.
16 марта всех троих похоронили на кладбище Миллтаун. На похоронах грянула ещё одна трагедия: лоялист Майкл Стоун устроил стрельбу и взорвал гранату, убив трёх из пришедших на похороны. Полиция, арестовав его, всё же спасла Стоуна от расправы со стороны обезумевших республиканцев. 19 марта был похоронен один из убитых, Кевин Макбрэди, — в отместку за его гибель ирландцы подстроили засаду на капралов Дерека Вуда и Дэвида Хоуза: участники похорон боялись, что кто-то повторит действия Стоуна. Двух капралов бросили в чёрные такси, избили там, раздели догола и потом расстреляли.
10 сентября 1990 в Стаффордшире террористы попытались убить маршала ВВС Великобритании сэра Питера Терри, губернатора Гибралтара: именно он подписывал распоряжения, разрешавшие оперативникам SAS преследовать ИРА в любой точке планеты. В 21:00 на Мэйн-Роуд неизвестные выстрелили девять раз в Терри, нанеся ещё пулевое ранение жене рядом с глазом. Дочь Питера Терри испытала настоящий шок. Терри выжил чудом, однако ему пришлось сделать срочную пластическую операцию, поскольку две пули чуть не попали ему в мозг.
В 2008 году Шинн Фейн попросила организовать в Стормонте на Международный женский день выставку с фотографиями Майред Фаррелл, однако партии в этой просьбе отказали.
Газета The New York Times, обсуждая выпуск документального сериала «Frontline» на телеканале PBS, посвящённый убийству Фаррелл, утверждала:

Майред Фаррелл может называться безумным фанатиком, если только не учитывать, что часть её жизни была показана в нескольких домашних видео и телеинтервью, записанных незадолго до её смерти. Что заставляет нас увидеть портрет спокойной, привлекательной женщины, которая решила покончить с тем, что называла несправедливостью, окружавшей её жизнь... Программа заставляет нас задуматься над очевидным выводом — для жителей Фоллз-Роуд она патриотка, для британцев террористка, а для семьи жертва ирландской истории.
Оригинальный текст (англ.)Mairead Farrell might be dismissed as some wild-eyed fanatic except that part of her life has been preserved in several home movies and a television interview taped shortly before her death. What emerges is a portrait of a soft-spoken, attractive woman determined to end what she perceived as the injustices surrounding her everyday life.... The program leaves us pondering the obvious conclusion: "To the people of Falls Road she was a patriot. To the British she was a terrorist. To her family she was a victim of Irish history.